# Dactylocythere crawfordi
Dactylocythere crawfordi är en kräftdjursart som beskrevs av C. W. Hart 1965. Dactylocythere crawfordi ingår i släktet Dactylocythere och familjen Entocytheridae. Inga underarter finns listade i Catalogue of Life.